# 31770 Melivanhouten
31770 Melivanhouten è un asteroide della fascia principale. Scoperto nel 1999, presenta un'orbita caratterizzata da un semiasse maggiore pari a 2,8513886 UA e da un'eccentricità di 0,0440317, inclinata di 3,20165° rispetto all'eclittica.